# Pingshan
Pingshan, léase: Ping-Shan (en chino: 坪山区, pinyin: Píngshān qū) es un distrito urbano bajo la administración directa de la ciudad de Shenzhen, Provincia de Cantón, al sur de la República Popular China.
Su área netamente urbana es de 168 km² y su población para 2016 fue de 408 000 habitantes.

## Administración
El distrito de Pingshan se divide en 6 subdistritos;
| Nombre   | Chino    | Pinyin          | Transcripción cantonés | Población (2010) | Área (km²) |
| -------- | -------- | --------------- | ---------------------- | ---------------- | ---------- |
| Pingshan | 坪山街道 | Píngshān Jiēdào | ping4 san1 gai1 dou6   | 205 999          | 11.78      |
| Biling   | 碧岭街道 | Bìlǐng Jiēdào   | big1 ling5 gai1 dou6   | 25.35            |            |
| Maluan   | 马峦街道 | Mǎluán Jiēdào   | ma5 lün4 gai1 dou6     | 43.86            |            |
| Kengzi   | 坑梓街道 | Kēngzǐ Jiēdào   | hang1 ji2 gai1 dou6    | 94 801           | 24.07      |
| Shijing  | 石井街道 | Shíjǐng Jiēdào  | ség6 zéng2 gai1 dou6   | 94 801           | 36.52      |
| Longtian | 龙田街道 | Lóngtián Jiēdào | lung4 tin4 gai1 dou6   | 94 801           | 26.14      |

## Historia
Pingshan fue establecido como Nuevo Distrito el 30 de junio de 2009 por el gobierno municipal de Shenzhen. Este nuevo distrito reemplazó al antiguo plan que se inició en 1994 y comenzó a construirse en 1997. Todavía era parte del distrito de Longgang en administración. El 11 de octubre de 2016, Pingshan se separó oficialmente de Longgang para convertirse en distrito aparte.